# Comté de Northumberland (Virginie)
Pour les articles homonymes, voir Northumberland.
Le comté de Northumberland est un comté de Virginie, aux États-Unis. Son siège se trouve dans la ville de Heathsville